# Canoas, Jalisco
Canoas är en ort i Mexiko.   Den ligger i kommunen Lagos de Moreno och delstaten Jalisco, i den centrala delen av landet, 300 km nordväst om huvudstaden Mexico City. Canoas ligger 1 999 meter över havet och antalet invånare är 107.
Terrängen runt Canoas är kuperad österut, men västerut är den platt. Runt Canoas är det mycket tätbefolkat, med 1 313 invånare per kvadratkilometer. Närmaste större samhälle är Lagos de Moreno, 16,5 km nordväst om Canoas. I omgivningarna runt Canoas växer huvudsakligen savannskog.